# Manfred Buchroithner

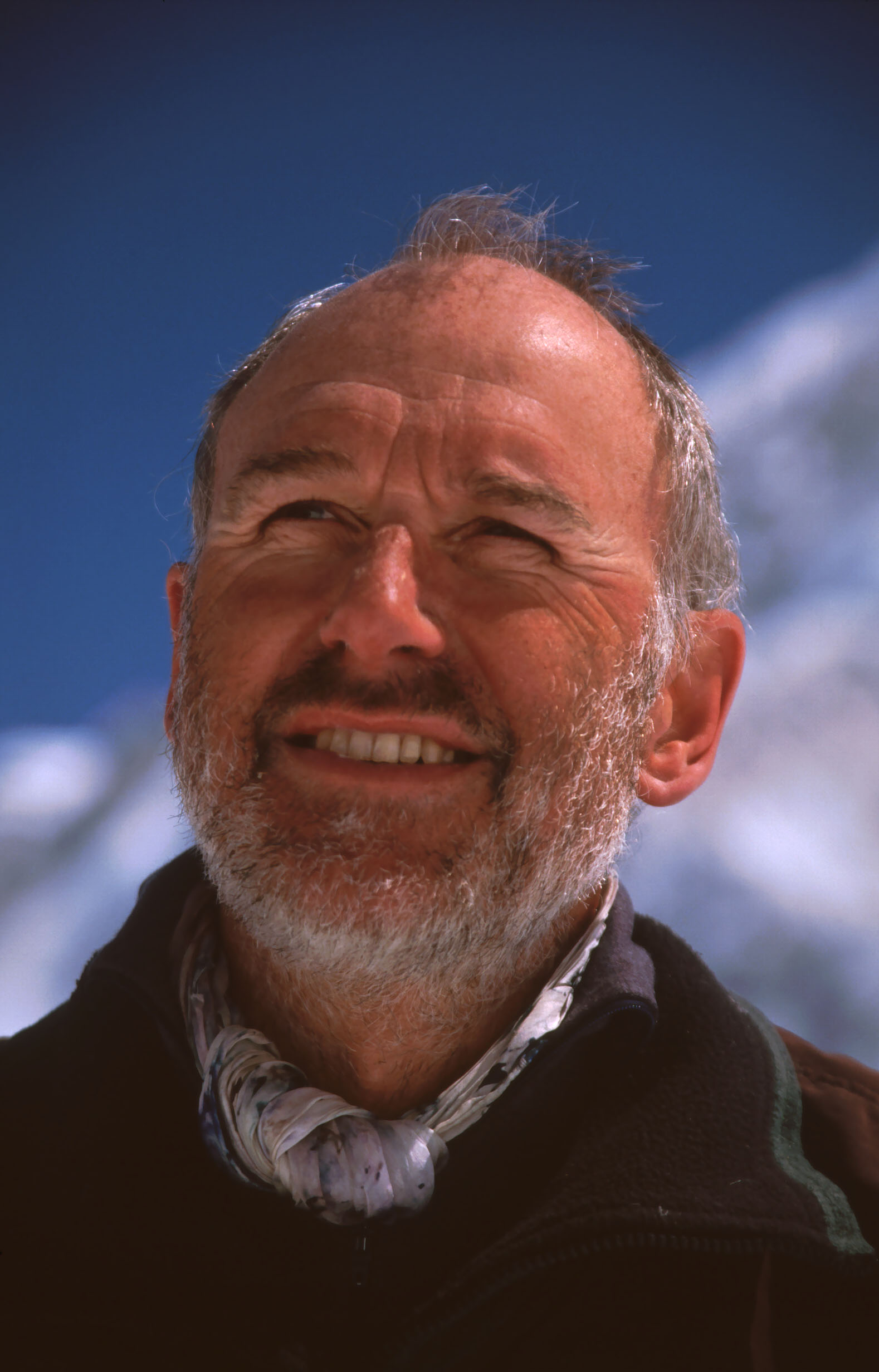
Manfred Buchroithner im Jahre 2006 am Fuße des Mount Everest

Manfred Ferdinand Buchroithner (* 17. Dezember 1950 in Wels, Oberösterreich) ist ein österreichischer Kartograf, Geologe, Hochgebirgsforscher und Bergsteiger. Er leistete bahnbrechende Beiträge zur Entwicklung autostereoskopischer kartografischer Visualisierungen.

## Leben
Nach der Matura 1969 am Ramsauergymnasium in Linz leistete Manfred Buchroithner seinen Militärdienst, ehe er 1970 mit dem Studium der Geologie und Paläontologie, der Mineralogie und Petrografie sowie der Philosophie an der Universität Graz begann. In den Jahren 1976 und 1977 absolvierte er die Ausbildung zum Staatlich Geprüften Österreichischen Berg- und Schiführer. 1977 promovierte er an der Universität Graz und arbeitete hier anschließend als Forschungsassistent. 1979 und 1980 weilte er zu einem postdoktoralen Studium von Fernerkundung und Kartografie am International Institute for Aerial Survey and Earth Sciences (ITC) der Universität Twente in Enschede, Niederlande, welches er mit dem Diplom (mit Distinktion) abschloss. Prägend für Buchroithners weitere Laufbahn war seine Teilnahme an einer 1975 stattfindenden mehrmonatigen Forschungsexpedition in den afghanischen Wachankorridor.
Ab 1980 arbeitete Manfred Buchroithner unter Erik Arnberger am Institut für Kartographie der Österreichischen Akademie der Wissenschaften in Wien. Im Sommersemester 1982 war er als Fulbright-Stipendiat in Fort Worth (Texas), Denver und Boulder (Colorado) sowie an der Stanford University (Kalifornien). Im Jahr 1984 erfolgte seine Habilitation für Allgemeine Geologie und Fernerkundung an der Universität Graz. Anschließend war er kurz als Angestellter und von 1985 bis 1992 als Leiter des Instituts für Digitale Bildverarbeitung und Computergraphik der Forschungsgesellschaft Johanneum, heute Joanneum Research, in Graz tätig und nahm daneben Lehraufträge an der Universität Graz, der TU Graz, der Montanuniversität Leoben und der Universität Stockholm wahr. Ab 1992 war Manfred Buchroithner Ordinarius für Kartographie am Institut für Kartographie der Technischen Universität Dresden. Von 1994 bis 1997 sowie ab 2003 bis zu seiner Emeritierung 2016 war er Direktor dieses Instituts.
Manfred Buchroithner ist verheiratet und hat einen Sohn und eine Tochter.

### Gastprofessuren
Er war Gastprofessor an folgenden Universitäten: LMU München 1989, Universität Salzburg 2000/01 sowie 2002/03, Center for Energy and Processes (CEP) der École National Supérieur des Mines de Paris (ENSMP) in Sophia Antipolis bei Nizza 2002, Institute for Information Technology (IIT) des COMSATS in Islamabad (Pakistan) 2015, Universität Bergamo (Italien) 2015/16, Högskolan i Gävle (Gävle, Schweden) WS 2016/17, sowie mehrfach am IIT Kanpur.

### Forschungsschwerpunkte
In seiner wissenschaftlichen Arbeit befasst sich Manfred Buchroithner neben den Schwerpunktthemen der echtdreidimensionalen Visualisierung raumbezogener Informationen, der Hochgebirgskartografie mit besonderem Augenmerk auf die dreidimensionale, multitemporale Gletscherkartierung mit Hilfe kosmischer Fernerkundungsdaten, die mittels KI ausgewertet werden, sowie der Fernerkundungskartografie auch mit der allgemeinen dynamischen Kartografie mittels Fernerkundungsdaten, mit Geoinformationssystemen für Umweltmonitoring, mit Multimedia in der Kartografie sowie der Epistemologie der Kartographie. Buchroithner initiierte und leitete zahlreiche wissenschaftliche Expeditionen in verschiedene Hochgebirge der Erde. 1997/98 erstellte er die erste holographische Reliefkarte der Welt (mit bewegungsanimierter Beschriftung; präsentiert 1999 auf der Internationalen Kartographischen Konferenz (ICC) in Ottawa). Seine Forschung der späten 90er-Jahre im Bereich der Echt-3D-Kartographie mittels linsenhafter Folien mündete in zwei Patentanmeldungen. 2006 initiierte er, im zivilen Kontext erstmals in Europa, die Echtzeitübertragung echt-dreidimensionaler Geodaten zur stereoskopischen Ansicht. Mediale Aufmerksamkeit erhielt die Verbindung einer 3D-Modell-Visualisierung der Dachstein-Südwand mit den GPS-Ortungsdaten der Mobiltelefone hilfsbedürftiger Kletterer zur Unterstützung von Bergrettungseinsätzen bei Sichtlosigkeit.

### Gremienarbeit
1992 wurde Manfred Buchroithner Scientific Advisor des Tibetischen Mount-Everest-Nationalparks „Qomolungma Nature Preserve (QNP)“. Von 1993 bis 1997 war er Vizepräsident der European Association of Remote Sensing Laboratories (EARSeL), wo er auch einer SIG zu Erdrutschen und Muren vorstand. Von 1995 bis 1997 beriet er das Leibniz-Institut für Länderkunde in Leipzig bei der Vorbereitung des Nationalatlas der Bundesrepublik Deutschland. Von 1999 bis 2001 war er Generalsekretär der EURO-STRIM (Association for the Establishment of a European Master and Doctorate in Space Technologies for Risk Management). 2002–2017 war er der Vizepräsident für Internationales der Deutschen Gesellschaft für Kartographie und 2003–2017 deutscher Delegierter bei der International Cartographic Association (ICA). 2011 war er als Vorsitzender des Fördervereins Geodäsie und Geoinformatik (FVGG) Initiator des Wissenschaftspreises der Deutschen Geodätischen Kommission zur Förderung hochqualifizierter Wissenschaftler (DGK-Preis). Buchroithner war Mitinitiator der Gründung dreier Kommissionen der ICA, namentlich der Kommissionen für Hochgebirgskartographie (1995), für Planetare Kartographie (1995) und für Kartographie für Katastrophenwarnung und Krisenmanagement (2003). 2015 war er Mitglied der Akkreditierungskommission der Studiengänge Geoinformation und Umweltingormation  GIS an der Beuth-Hochschule in Berlin.

## Bergsteigerische Leistungen
Neben der Anbahnung und Durchführung zahlreicher wissenschaftlicher Hochgebirgsexpeditionen in Asien und den Anden war Buchroithner auch als Bergsteiger erfolgreich. Er ist Soloerstbesteiger des Koh-e Asp-e Safed (6101 m, Afghanischer Pamir, 1975) und unter den Erstbesteigern des Tenzin Gyatso Peak (5984 m, Tibetischer Himalaya, südlich des Karo La, in chinesischen Karten später als Jitan Zhoma mit 6004 m ausgewiesen, 1992, gemeinsam mit Hans-Dieter Sauer and Bernhard Jüptner). Buchroithner war an der zweiten Besteigung des Koh-e Bardar beteiligt (6078 m, Afghanischer Pamir, über den fordernden Nordgrat, mit Gernot Patzelt, Heinz Badura and Martin Posch 1975, drei Tage nach der Erstbesteigung über die vergleichsweise leichte Südseite durch eine polnische Expedition). 1978 eröffnete er mit Rudi Brandstetter eine neue Direktroute durch die Ostwand des Nevado Rasac (6017 m, Cordillera Huayhuash, Peruanische Anden). 2005 gelang ihm gemeinsam mit Martin Rihs und Reinhold Lazar die Erstbegehung einer neuen Route auf den Llullaillaco (6739 m) von der Südwestseite aus.
Er erstieg, großteils solo, etliche Sechstausender und zahlreiche Fünftausender in den Anden und in asiatischen Hochgebirgen. Außerdem eröffnete er mehrere Sportkletterrouten in den Gebirgen südwestlich Wiens sowie im Grazer Bergland. Hinzu kommen zahlreiche Solobesteigungen in den gesamten Alpen, Skandinavien, den Rocky Mountains, den Anden, der Hindukusch-Karakorum-Himalaya-Kette, auf Borneo und in Neuseeland.
Buchroithner ist Bergführer und Mitglied im Österreichischen Alpenklub.

## Wichtigste Veröffentlichungen
Manfred Buchroithner hat ca. 770 wissenschaftliche Veröffentlichungen (mit)verfasst, die ca. 8000 Mal zitiert wurden. Sein h-Index ist 41 (Stand 2024).

### Bücher
- Remote Sensing. Towards Operational Application; Joanneum Research, Graz 1987 (Mitherausgeber, zusammen mit Robert Kostka)
- Die Herstellung der österreichischen Satellitenbildkarten 1:100000 und 1:200000; Verlag der Österreichischen Akademie der Wissenschaften, Wien 1987
- Fernerkundungskartographie mit Satellitenbilddaten. Band IV/2 der Enzyklopädie der Kartographie und ihrer Randgebiete; Verlag Deuticke, Wien 1989
- Europe. From Sealevel to Alpine Peaks, from Iceland to the Urals; Joanneum Research, Graz 1991 (Herausgeber)
- Applications of Imaging Radar for Hydro-Geological Disaster Management. A Review; Harwood Academic Publishers, Amsterdam / Chur 1995 (zusammen mit Klaus Granica)
- High Mountain Remote Sensing Cartography ; Institut für Kartographie, Dresden, 1996 (Herausgeber, Koautor)
- High Mountain Cartography; Kartographische Bausteine 18; Institut für Kartographie, Kartographisch-Technische Einrichtung, Dresden 2000 (Herausgeber, Koautor)
- Remote Sensing for Environmental Data in Albania. A Strategy for Integrated Management; Kluwer Academic Publishers, Dordrecht 2000 (Herausgeber)
- Karten und Gletscher; Institut für Kartographie, Dresden 2000 (Herausgeber, Koautor)
- A Decade of Trans-European Remote Sensing Cooperation; Balkema, Lisse 2001 (Herausgeber)
- True-3D in Cartography. Autostereoscopic and Solid Visualisation of Geodata. Reihe: Lecture Notes in Geoinformation and Cartography; Springer, Heidelberg 2012 (Herausgeber)
- Terrigenous Mass Movements. Detection, Modelling, Early Warning and Mitigation Using Geoinformation Technology; Springer, Heidelberg 2012 (zusammen mit Biswajeet Pradhan, Herausgeber)
- Cartography from pole to pole; Springer, Heidelberg 2013 (Mitherausgeber, Mitautor)
- Azócar, P.I & Buchroithner, M.F.: Paradigms in Cartography: An Epistemological Review of the 20th and 21st Centuries. Springer, Heidelberg, Berlin 2014, ISBN 978-3-642-38892-7, S. 150, doi:10.1007/978-3-642-38893-4.
- Benjamin Schröter, Manfred Buchroithner, Uta Heidig: Unbounded Mapping of Mountains. (PDF) Proceedings of the 10th ICA Mountain Mapping Workshop. Berchtesgaden, Germany, 26 – 30 April 2016. In: mountaincartography.org. TU Dresden, Juni 2020, abgerufen am 30. November 2020.
- Lademann, J.-H., Schubert, F. & Buchroithner, M.F.: De Piedras y Montanas. Geologia del Maule. Fundación Trekking Chile & Universidad Editorial de Talca, Talca 2017, S. 116 (inkl. großformatiger Farbkarte 1:200,000 „Mapa Geológico Región del Maule“).
- Manfred Buchroithner: Rohstoffe in der Wüste. Neue Technologien für die Prospektion. In: Markus Eisl, Gerald Mansberger (Hrsg.): WÜSTEN: Lebensraum der Extreme (= Edition Human Footprint). eoVision GmbH, Salzburg 2019, ISBN 978-3-902834-28-7, S. 196–197 (255 S.).
- Manfred F. Buchroithner, Josef Hasitschka: Ansichten vom Ewigen Eis. Die Geschichte der Dachsteingletscher in Bildern und Texten. 1. Auflage. Weishaupt, H, Gnas 2022, ISBN 978-3-7059-0546-7.

### Filme
- Geowissenschaftliche Anwendung von Satellitenbilddaten; 1982 (mit Lothar Beckel)
- Radar Stereo Mapping from Space; 1988 (zusammen mit Hannes Raggam und Gerhard Triebnig)
- Das Loch im Stein; 1999 (zusammen mit Dieter Berger; englisch 2000: Hole in the Stone)
- Routensucher in der Atacama; 2005 (zusammen mit Dieter Berger)
- Zwischen Gobi und Himalaja. Über das kartographische Werk von Sven Hedin; 2006 (zusammen mit Antje Oppitz und Dieter Berger)
- Einsatz in der Südwand. Die neue Dimension der Bergrettung; 2011 (zusammen mit Thomas Hillebrandt)
- Feldbuch, Stift, Theodolit. Die vergessenen Täler des afghanischen Pamir und Hindukusch; 2020 (wissenschaftliche bearbeitung)[34]

### Karten
Wegen seiner Expertise sowohl beim Bergsteigen als in der Kartographie trug Buchroithner zu zahlreichen Alpenvereinskarten sowie Karten der Arbeitsgemeinschaft für vergleichende Hochgebirgsforschung bei, teilweise mit inhaltlicher und/oder herstellerischer Verantwortung; beispielsweise:

#### AV-Karten
- AV-Kartenblatt 0/6: Pamir-e Wakhan, Dardistan (1975)[35]
- AV-Kartenblatt Nr. 0/13: Nevado Ojos del Salado (2004)[36]
- AV-Kartenblatt 0/14: Inylchek, Tien Shan/Kirgisistan (2008)[37]
- AV-Kartenblatt 0/15: Khan Tengri, Tien Shan/Kirgisistan (2008)[37]
- AV-Kartenblatt Nr. 51: Brentagruppe (2011)[38]

#### ARGE-Karten
- Ecuador 1: Orthophotokarte Nevado Chimborazo (1997, ISBN 978-3-86780-141-6)
- Karte Brentagruppe 1:15.000 – Sonderausgabe anlässlich 100 Jahre Alpenvereinskarte mit Gletscherständen der Erstausgabe (2010, ISBN 978-3-86780-142-3)
- Nepal-Kartenwerk 2: Khumbu Himal (2013, ISBN 978-3-86780-333-5)
- Nepal-Kartenwerk 5: Shorong / Hinku (2013, ISBN 978-3-86780-334-2)
- Nepal-Kartenwerk 11:Kailash, Gurla Mandhata (2014, ISBN 978-3-86780-408-0)
- Ecuador 2: Orthophotokarte Cotopaxi (2015, ISBN 978-3-86780-440-0)
- Kilimanjaro. Physiographic Map with Landuse and Vegetation. Scale 1:100,000. (2017, ISBN 978-3-9816552-3-0)

#### Sonstige Karten
- Deutschland-Satellitenbildkarte (1997, in: Atlas der Bundesrepublik Deutschland)[23]
- Antarctica and the Southern Ocean Seafloor (2015, aufgenommen in die ESRI Map Gallery)[39][40]

## Patente
- 2004: Topographische Karte (dreidimensional erfassbar; zusammen mit Thomas Gründemann und Klaus Habermann); DE 10 2004 060 069; international 2006: WO 2006/061014[16]
- 2004: Dreidimensional visuell erfassbare topographische Karte (zusammen mit Thomas Gründemann und Klaus Habermann); DE 10 2004 060 070; international 2006: WO 2006/061015; USA 2009: US 2009/0104588[17]
- 2013: Verfahren und Anordnung zur Ortung und Bergung von Personen (zusammen mit Guido Ehlert, Bernd Hetze, Horst Kohlschmidt, Nikolas Prechtel); EP 13158991.3-1812[41]

## Akademika
(Auswahl)
- 1970–1975: Zweimal Begabtenstipendium der Österreichischen Bundesregierung
- 1979: Theodor-Körner-Preis zur Förderung von Wissenschaft und Kunst
- 1982: Jungwissenschaftlerpreis des Bundeslandes Oberösterreich
- seit 1992: Ordentliches Mitglied der Deutschen Geodätischen Kommission (DGK) bei der Bayerischen Akademie der Wissenschaften; seit 1999 Mitglied des Arbeitskreises Geoinformationssysteme (GIS), seit 2009 Sektion Geoinformatik der DGK; seit 2005 Mitglied des Arbeitskreises Öffentlichkeitsarbeit
- 1994: Ernennung zum Europa Ingenieur ehrenhalber durch die FEANI
- vier Mal (2 × 1999, 2001, 2003): Best Map Award ”Excellence in Cartography” der International Cartographic Association (ICA)
- 2002–2017 Vizepräsident für Internationales der Deutschen Gesellschaft für Kartographie
- 2004: Best Poster Award auf dem XX. ISPRS-Kongress in Istanbul
- seit 2004: Ordentliches Mitglied; seit 2009 Mitglied des wissenschaftlichen Beirats und seit 2013 zudem Zweiter Vorsitzender der Arbeitsgemeinschaft für vergleichende Hochgebirgsforschung e. V.
- September 2006: HMRSC Award der HMRSC Group der International Cartographic Association (ICA)
- Oktober 2006: Award of Appreciation der FIG / ARAB Ligue of Surveyors
- 2010: Friedrich Hopfner-Medaille der Österreichischen Geodätischen Kommission[42][43] für seine Beiträge zur Gebirgskartographie[44]
- 2013: ICA Diploma for Outstanding Services[45]
- 2014: Ehrenbrief der Deutschen Gesellschaft für Kartographie[12]
- seit 2017: Mitglied im Editorial Board des Austria-Forums[46]
- 2018: Silberne Ehrenmedaille der DGfK[47]
- 2018: Denny Medal des Institute of Marine Engineering, Science and Technology, gemeinsam mit Martin Kada und Emil Bayramov[48][49]